# Colayrac-Saint-Cirq
Colayrac-Saint-Cirq är en kommun i departementet Lot-et-Garonne i regionen Nouvelle-Aquitaine i sydvästra Frankrike. Kommunen ligger i kantonen Agen-Nord som tillhör arrondissementet Agen. År 2022 hade Colayrac-Saint-Cirq 3 106 invånare.

## Befolkningsutveckling
Antalet invånare i kommunen Colayrac-Saint-Cirq
| Referens: INSEE |

## Vänorter
- San Fior, Italien